# リターン・オブ・ジ・インクレディブル・マシーン: コントラプションズ
『インクレディブル・マシーン コントラプションズ』（原題「Return of The Incredible Machine: Contraptions」）は、2000年にサイベル社より発売されたパズルゲームソフト『インクレディブル・マシーン』シリーズの4作目で、現在最も人気の高いバージョンである。
217問（＋2人プレイ用パズルで合計267面）あるティム教授のパズルを解くほか、自分でパズルを作成したり、作ったパズルを交換したりインターネット上にアップロードしたりが出来る。略称はインクレコントラ。

## 内容
- 練習パズル 50問
- 初級パズル 41問
- 中級パズル 45問
- 上級パズル 41問
- 超上級パズル 40問
- 2人プレイ 50問

## 種類
- Windows版
- Macintosh版

## 季節のパーツ
インクレコントラには、ある特定の日にしかパーツ置き場に出現しないパーツが存在する。
- キューピッド　2月14日（バレンタインデー）に出現。
- ティム教授の庭にいるブラーニー　3月17日（聖パトリックの日）に出現。
- コウモリのボリス　10月31日（ハロウィン）に出現。
- 安っぽいプラスチックのサンタクロースのランプ　12月25日（クリスマス）に出現。